# Сайц, Крис
Кристофер Сайц (англ. Christopher "Chris" Seitz; род. 12 марта 1987, Сан-Луис-Обиспо, Калифорния, США) — американский футболист, вратарь.

## Клубная карьера

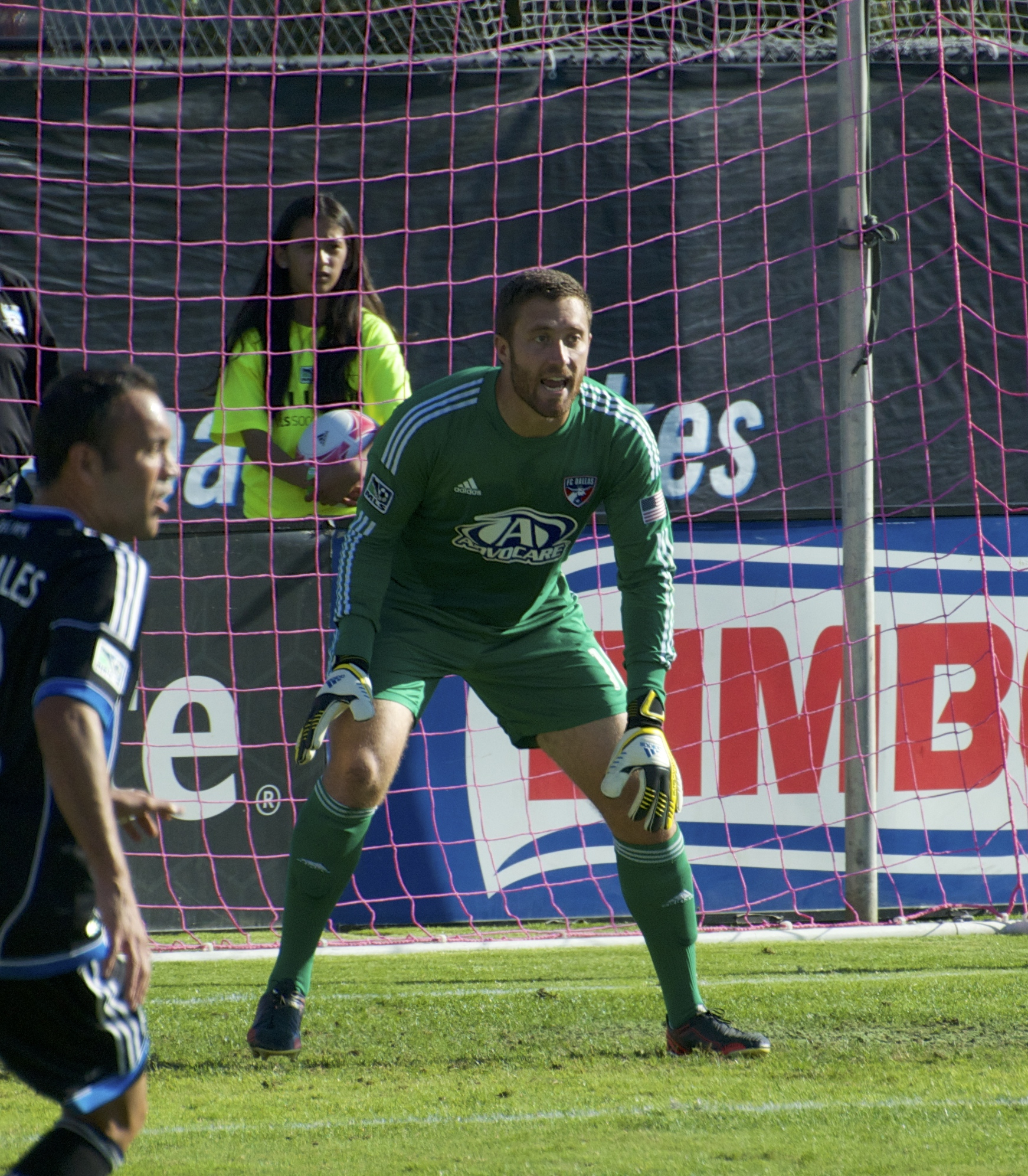
Сайц в составе «Хьюстон Динамо»

Во время обучения в Мэрилендском университете в Колледж-Парке в 2005—2006 годах Сайц выступал за университетскую команду «Мэриленд Террапинс». Его вклад в победу команды в чемпионате Национальной ассоциации студенческого спорта 2005 года был оценён наградой «самый ценный игрок оборонительного плана в Кубке колледжей».
На супердрафте MLS 2007 Сайц был выбран под общим четвёртым номером клубом «Реал Солт-Лейк». Его профессиональный дебют состоялся 30 апреля 2007 года в матче против «Колорадо Рэпидз». В 2009 году для получения игровой практики он на правах краткосрочной аренды выступал за «Кливленд Сити Старз» и «Портленд Тимберс». В том же году Сайц стал обладателем Кубка MLS, хотя номинально не принимал участия в матчах и был запасным вратарём.
В ноябре 2009 года Сайц был обменян в клуб-новичок MLS «Филадельфия Юнион» на распределительные средства. 25 марта 2010 года он вышел в стартовом составе в первом матче в истории клуба, в котором «Филадельфия Юнион» проиграла «Сиэтл Саундерс» со счётом 0:2. После окончания сезона контракт с ним не был продлён и игрок был выставлен на драфт возвращений.
15 декабря 2010 года во втором раунде драфта возвращений MLS Сайц был выбран клубом «Сиэтл Саундерс», но в тот же день был обменян в ФК «Даллас» на пик четвёртого раунда супердрафта MLS 2012. В новой команде Крис стал дублёром Кевина Хартмана. 23 октября 2011 года в поединке против «Сан-Хосе Эртквейкс» Сайц дебютировал за «Даллас». По завершении сезона 2017 Сайц остался без контракта и стал свободным агентом по правилам MLS.
15 декабря 2017 года Сайц был подписан клубом «Хьюстон Динамо». За «Хьюстон Динамо» он дебютировал 3 марта 2018 года в матче стартового тура сезона против «Атланты Юнайтед».
11 января 2019 года Сайц был обменян в «Ди Си Юнайтед» на пик второго раунда супердрафта MLS 2019. За вашингтонский клуб он дебютировал 12 июня 2019 года в матче Открытого кубка США против «Филадельфии Юнион». 19 декабря 2020 года Сайц подписал с «Ди Си Юнайтед» новый однолетний контракт до конца сезона 2021. По окончании сезона 2021 срок контракта Сайца с «Ди Си Юнайтед» истёк.
19 января 2022 года Крис Сайц через свой аккаунт в Твиттере объявил о завершении футбольной карьеры.

## Международная карьера
В 2008 году Сайц был вызван в олимпийскую сборную США для участия в Олимпийских играх. На турнире он был запасным вратарём и на поле так и не вышел.

## Достижения
Командные
 «Реал Солт-Лейк»
- Обладатель Кубка MLS — 2009

 «Даллас»
- Победитель регулярного чемпионата MLS — 2016
- Обладатель Открытого кубка США — 2016

 «Хьюстон Динамо»
- Обладатель Открытого кубка США — 2018